# Locke and Key (série télévisée)
Cet article concerne la série télévisée. Pour la série de comics, voir Locke and Key.
Locke and Key est une série télévisée fantastique américaine en 28 épisodes d'environ 46 minutes créée par Joe Hill, diffusée entre le 7 février 2020 et le 10 août 2022 sur Netflix. Il s’agit de l’adaptation des comics éponymes de Joe Hill et Gabriel Rodriguez.

## Synopsis
Après le meurtre horrible de leur père à Seattle, les trois enfants Tyler, Kinsey et Bode emménagent avec leur mère Nina à Matheson, ville fictive du Massachusetts, dans la demeure ancestrale de leur famille, Keyhouse. Ils s’aperçoivent bientôt que cette maison renferme de nombreux secrets lorsqu’ils découvrent des clés magiques qui détiennent d’incroyables pouvoirs, comme celui de transformer une personne en fantôme ou d’effacer ses souvenirs. Ils ne sont pas seuls à connaître l’existence de ces clés : une créature démoniaque nommée Dodge est également à leur recherche dans le but d’ouvrir la Porte noire, qui donnera l’accès à notre monde aux démons de l’enfer. À partir de la troisième et dernière saison, les Locke sont confrontés à Gidéon, un ancien soldat anglais qui convoite les clés magiques pour accomplir la tâche que Dodge n'a pas pu accomplir : ouvrir une Brèche dans notre monde pour y faire pénétrer les démons de l'enfer pour y semer le chaos et la mort.

## Distribution
Sauf indication contraire, les informations mentionnées dans cette section peuvent être confirmées par la base de données cinématographiques IMDb,  présente dans la section « Liens externes ».
 Source et légende : version française (VF) sur RS Doublage et Doublage Séries Database.

## Production

### Développement
En 2010, Locke & Key est déjà en cours de développement sous forme de série télévisée pour la chaîne Fox sur le scénario du pilote signé Josh Friedman, produite par DreamWorks Television et 20th Century Fox Television. Alex Kurtzman et Bob Orci sont producteurs délégués pour le pilote, dans lequel sont interprétés Mark Pellegrino, Miranda Otto, Jesse McCartney, Sarah Bolger, Skylar Gaertner et Nick Stahl. Le pilote n’est pas autorisé à la diffusion sur Fox sauf qu’il est présenté au festival au San Diego Comic-Con en 2011. En 2014, au même festival, une adaptation cinématographique en trilogie est annoncée par Universal Pictures avec Alex Kurtzman et Bob Orci prévus en tant que producteurs délégués.

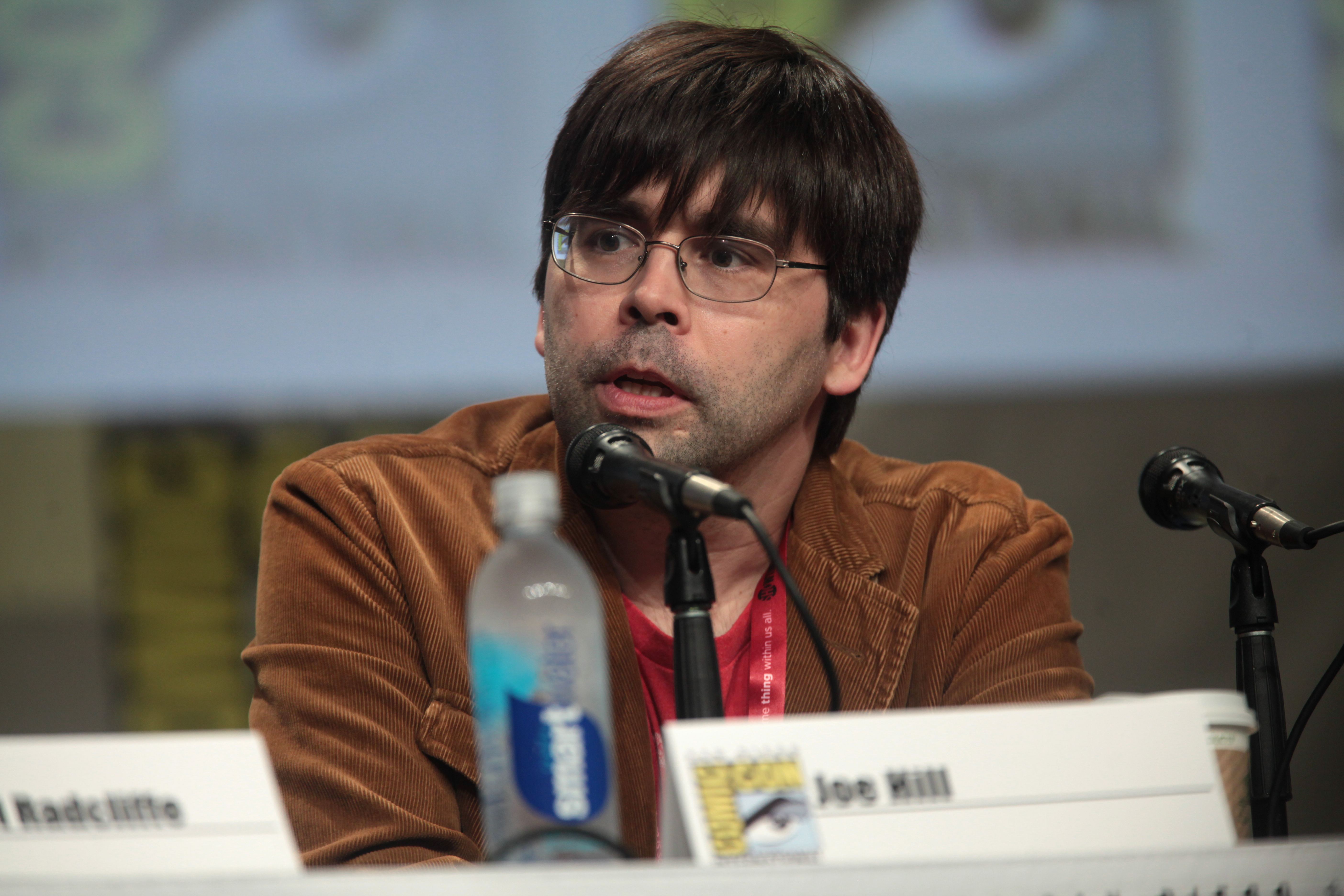
Joe Hill, en 2014.

Le 9 mai 2016, on annonce que IDW Entertainment est en train de développer à nouveau l’adaptation des comics Locke & Key. L’écrivain Joe Hill est choisi pour être scénariste du pilote et producteur délégué. La société de production Circle of Confusion est associée au projet, l'objectif étant une diffusion sur les réseaux câblés et les services de streaming sur Internet.
Le 20 avril 2017, on annonce que Hulu a donné carte blanche au pilote, développé par Carlton Cuse avec Joe Hill et réalisé par Scott Derrickson. Carlton Cuse est à la fois directeur de série et producteur délégué aux côtés de Joe Hill, Scott Derrickson, Lindsey Springer, Ted Adams et David Ozer. Les sociétés de production sont Carlton Cuse Productions et IDW Entertainment. Le 14 juillet 2017, on révèle qu’Andy Muschietti a remplacé Scoot Derrickson en tant que réalisateur du pilote. Ce dernier a été contraint d'abandonner la réalisation en raison d'un conflit d'horaire.

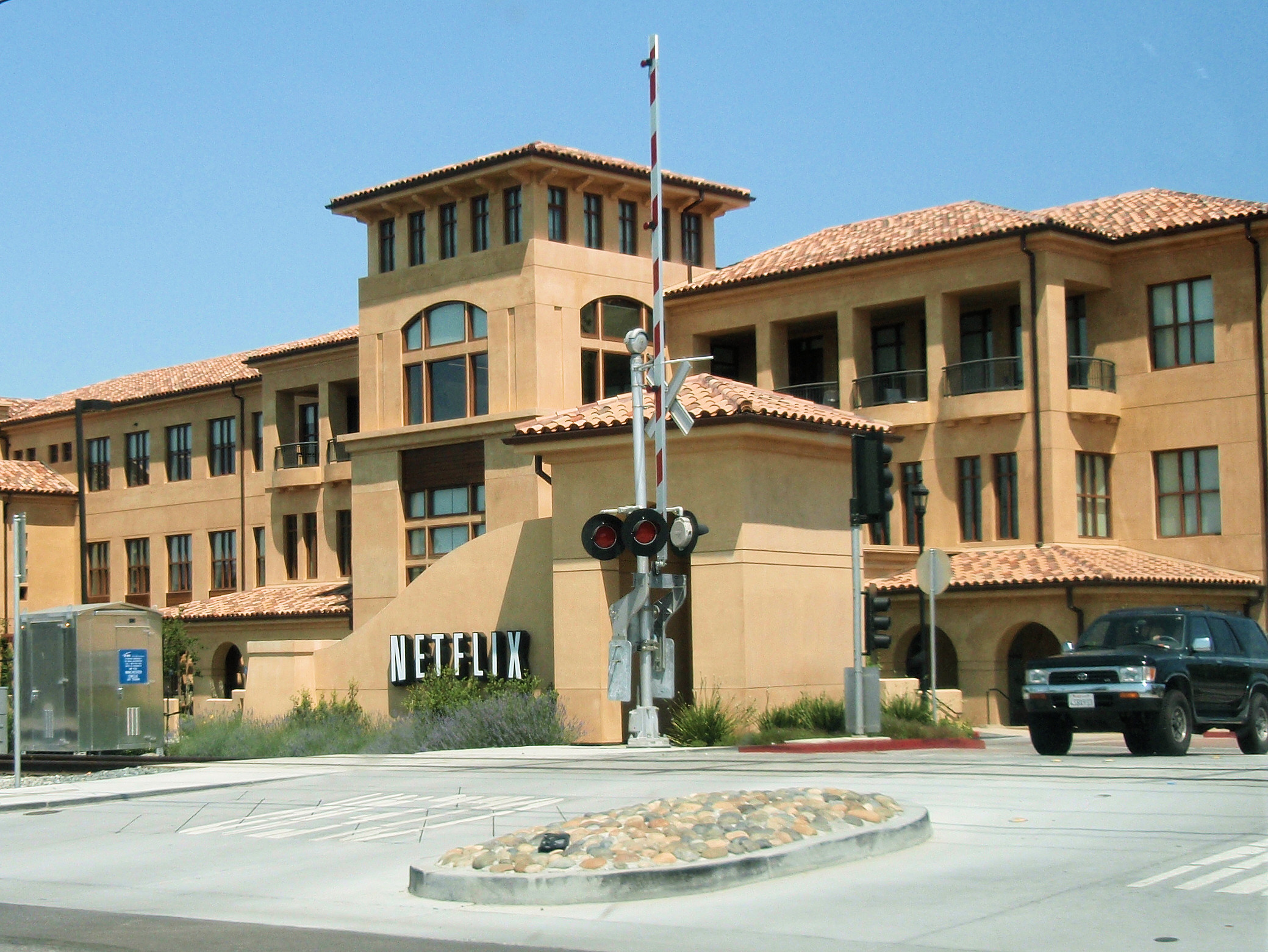
Siège social de Netflix à Los Gatos (Californie).

Le 27 mars 2018, on rapporte que Hulu a approuvé le pilote et refusé la série. Le 29 mai 2018, la production a finalement négocié avec Netflix pour le lancement de la série. Netflix a recommandé de redévelopper le projet et de lancer le pilote, à l’origine ordonné par Hulu. En raison des problèmes d'emploi du temps, Andy Muschietti n’est plus attendu en tant que réalisateur du premier épisode, mais a souhaité de continuer en tant que producteur délégué aux côtés de Joe Hill, Carlton Cuse, Ted Adams, David Ozer et Barbara Muschietti. Les sociétés de production ont changé : ce sont désormais Genre Arts et IDW Entertainment. Le 25 juillet 2018, Netflix a officiellement donné carte blanche à la production pour lancer la première saison de la série comprenant dix épisodes. Aron Eli Coleite, Meredith Averill, et Rick Jacobs sont des nouveaux producteurs délégués, avec la production Circle of Confusion. Une nouvelle version de la série est créée par Joe Hill et développée par Carlton Cuse, Aron Eli Coleite et Meredith Averill. Le premier et nouvel épisode est écrit par Joe Hill, Carlton Cuse, Aron Eli Coleite et Meredith Averill en tant showrunners. Michael Morris a réalisé les deux premiers épisodes et en sera producteur délégué.
Le 30 mars 2020, Netflix commande une deuxième saison,, puis le 19 décembre, c'est la troisième saison qui est aussi confirmée.
Le 6 avril 2022, Carlton Cuse et Meredith Averill confirment que la troisième saison sera la dernière et conclura la série comme prévu.

### Préproduction
En août 2017, on annonce que Frances O'Connor et Jackson Robert Scott sont engagés pour le pilote,. En septembre 2017, Megan Charpentier et Nate Corddry participent au pilote,. En octobre 2017, Jack Mulhern, Danny Glover et Owen Teague y participent également,. À la suite de l'annonce du passage de la production à Netflix, on annonce que tous les rôles de la série étaient à revoir, sauf Jackson Robert Scott dans le rôle Bode Locke. Le 19 décembre 2018, Connor Jessup et Emilia Jones ont respectivement remplacé Jack Mulhern et Megan Charpentier. En janvier 2019, on révèle que Sherri Saum, Griffin Gluck, Steven Williams qui a remplacé Danny Glover, Darby Stanchfield ayant remplacé Frances O'Connor, Laysla De Oliveira et Kevin Alves sont embauchés,,,. En février 2019, Petrice Jones et Thomas Mitchell Barnet qui a succédé Owen Teague participent au projet, ainsi qu’Asha Bromfield et Felix Mallard dans un rôle récurrent,,.

### Tournage

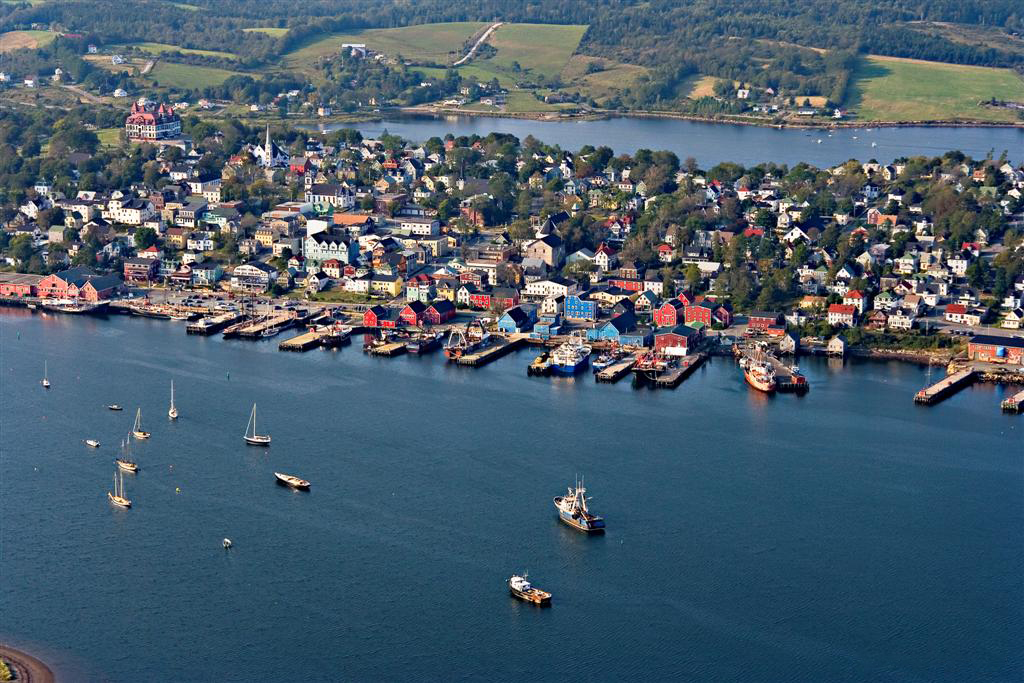
Lunenburg est choisie pour les prises de vue sur la ville fictive de Matheson.

Le tournage a lieu entre le 11 février et le 5 juillet 2019 à Toronto en Ontario. La ville fictive de Matheson (cf Richard Matheson est selon Stephen King sa principale influence littéraire) est filmée à Lunenburg dans la Nouvelle-Écosse, ainsi que d’autres scènes extérieures telles que la Grotte des Noyés. La gentilhommière des Locke elle-même est construite et tournée aux studios de Cinespace (en) à Toronto, avec d'autres scènes intérieures.

### Fiche technique
Sauf indication contraire, les informations mentionnées dans cette section peuvent être confirmées par les bases de données cinématographiques IMDb et Allociné,  présentes dans la section « Liens externes ».
- Titre original et français : Locke and Key
- Création : Joe Hill
- Casting : April Webster et Hannah Cooper
- Réalisation : Michael Morris, Vincenzo Natali, Tim Southam, Mark Tonderai et Dawn Wilkinson
- Scénario : Meredith Averill, Carlton Cuse, Aron Eli Coleite et Elizabeth Ann Phang, d’après les comics homonymes de Joe Hill et Gabriel Rodriguez
- Musique : Torin Borrowdale
- Direction artistique : William Cheng
- Décors : Rory Cheyne et David Blass
- Costumes : Megan Oppenheimer et Luis Sequeira
- Photographie : Tico Poulakakis, Colin Hoult et Checco Varese
- Montage : Paul Trejo, Lilly Urban, Matthew Colonna, Philip Fowler et John M. Valerio
- Production : José Luis Escolar, Ra'uf Glasgow et Kevin Lafferty

Production déléguée : Andy Muschietti, Barbara Muschietti, Ted Adams, David Alpert, Joe Hill, Rick Jacobs, David Ozer, Chris Ryall, Tim Southam et Lindsey Springer
- Sociétés de production : Genre Arts, IDW Entertainment et Circle of Confusion
- Société de distribution : Netflix
- Pays d'origine :  États-Unis
- Langue originale : anglais
- Format : couleur
- Genre : horreur, fantastique
- Durée : 40-56 minutes
- Classification: 1re saison : 10 ans, 2e et 3e saison : 13 ans
- Date de diffusion :
  - Monde : 7 février 2020 sur Netflix

## Épisodes

### Première saison
La première saison est mise en ligne le 7 février 2020.
1. Bienvenue à Matheson (Welcome to Matheson)
2. Le Piège (Trapper/Keeper)
3. Casse-tête (Head Games)
4. Les Gardiens des clés (The Keepers of the Keys)
5. L'Arbre de famille (Family Tree)
6. La Porte noire (The Black Door)
7. La Dissection (Dissection)
8. Un rayon de soleil (Ray of F*ing Sunshine)
9. Les Échos (Echoes)
10. La Couronne des ombres (Crown of Shadows)

### Deuxième saison
La deuxième saison est mise en ligne le 22 octobre 2021.
1. L'Avant-Première (The Premiere)
2. La Tête et le Cœur (The Head and the Heart)
3. La Clé miniature (Small World)
4. La Clé de souvenir (Forget Me Not)
5. Le Passé antérieur (Past is Prologue)
6. Le Labyrinthe (The Maze)
7. La Plan (Best Laid Plans)
8. C'est en forgeant... (Irons in the Fire)
9. Alpha et Oméga (Alpha & Omega)
10. Suspense (Cliffhanger)

### Troisième saison
La troisième et dernière saison est mise en ligne le 10 août 2022.
1. La Boule à neige (The Snow Globe)
2. Les Invités indésirables (Wedding Crashers)
3. Juste cinq minutes (Five Minutes Past)
4. L'Agent de pénétration (Deep Cover)
5. L'État de siège (Siege)
6. Libre comme l'air (Free Bird)
7. Le Rideau (Curtain)
8. Adieu (Farewell)

## Accueil
La série a obtenu des évaluations généralement positives de la part des critiques, la partition, la scénographie et les effets visuels ayant été notés comme des éléments marquants. Les critiques ont principalement salué le traitement des thèmes liés à la perte et au traumatisme, ainsi que l'utilisation d'éléments horrifiques, tout en critiquant l'utilisation de sous-intrigues dramatiques et romantiques destinées aux adolescents. Les performances de Jackson Robert Scott et de Laysla De Oliveira ont été particulièrement appréciées.
USA Today a jugé que la série avait réussi « un début presque aussi fort que celui de Stranger Things en 2016, mais qu'elle avait besoin de quelques ajustements pour franchir le fossé entre le bon et l'excellent ». IGN, dans un article concernant la première saison, a loué la série pour sa représentation du traumatisme et de ses effets visuels, et a salué les performances de Scott et De Oliveira, mais a regretté que les auteurs n'aient pas réussi à créer de la tension de manière constante.
Le site américain spécialisé en jeux vidéo Polygon s'est montré plus négatif, critiquant la décision de mettre en avant dans l'adaptation télévisuelle les éléments liés au passage à l'âge adulte et au fantastique tout en négligeant l'horreur et les visuels frappants présents dans l'œuvre d'origine. En particulier, l'autrice de l'analyse a critiqué le manque d'intérêt des sous-intrigues et un rythme incohérent.
Sur le site web de l'agrégateur d'avis Rotten Tomatoes, la première saison a un taux d'approbation de 66 % avec 61 avis, avec le concensus critique suivant : « Bien que Locke & Key ait parfois du mal à trouver un ton cohérent, la série reprend suffisamment l'essence de l'œuvre d'origine pour fournir un moment diaboliquement amusant et suffisamment effrayant ». La deuxième saison a un taux d'approbation plus fort de 80 % mais sur seulement 10 avis obtenus ce qui correspond à 13 % pour l'audience d'origine. La troisième saison à un taux d'approbation plus faible de 55 % pour 11 avis et 6 % de l'audience d'origine. Sur le site américain Metacritic, la série obtient un score de 61 % basé sur 26 critiques, indiquant « des critiques généralement favorables ».

## Exploitation
En décembre 2019, Netflix annonce que la série serait mise en ligne le 7 février 2020. Le 8 janvier 2020, Netflix publie une bande-annonce officielle de la série. Le 8 juin 2021, il est annoncé que la deuxième saison sera mise en ligne en octobre 2021. Le 6 juin 2022, il est annoncé que la troisième et dernière saison sera mise en ligne le 10 août 2022.